# Ravenite Social Club
El Ravenite Social Club fue un club ítalo americano ubicado en el 247 de Mulberry Street, en Little Italy, Nueva York. Fue utilizado como un lugar de reunión de mafiosos y el negocio de la fachada luego se convirtió en una zapatería y, para el 2022, en una tienda de moda masculina.

## Historia
El club fue fundado en 1926 como el Alto Knights Social Club (nombrado por una antigua pandilla callejera de la época de la Prohibición), luego se convirtió en un escondite de Charlie Luciano y otros. El nombre Alto Knights se derivó de la Orden de Santiago de Altopascio. En 1957 cuando Carlo Gambino tomó control del lugar, lo renombró como "The Ravenite" en honor de su poema favorito de Edgar Allan Poe, "The Raven". Pero Gambino dejó de acudir al club cuando descubrió que la policía tenía un especial interés en vigilarlo. Entonces cayó bajo la administración de Aniello Dellacroce. Fue frecuentado y utilizado como cuartel general de la familia criminal Gambino a fines de los años 1970 y durante los años 1980. Alrededor de 1990, el FBI pudo infiltrar a la Mafia estadounidense con aparatos de vigilancia electrónica ya que John Gotti utilizaba un departamento ubicado encima del Ravenite. El FBI entonces mandó agentes para que instalaran micrófonos y otros elementos dentro del departamento. El FBI utilizó esas grabaciones de reuniones mafiosas secretas realizadas en ese departamento en contra de Gotti. La vigilancia exterior también grabó varios oficiales sindicales fuera del Ravenite, ayudando al FBI a conectar al jefe de la familia criminal Gambino a los sindicatos de la ciudad.